# 刘德 (1954年)
刘德（1954年2月—2010年8月14日），男，汉族，祖籍云南禄丰，生于北京市，中华人民共和国政治人物。中共中央党校法学理论专业毕业。曾任中华人民共和国公安部党委委员、副部长、副总警监。

## 生平
1970年6月参加工作，在北京第一机床厂先后任重型铸工车间清理工段班长、团总支书记。1973年加入中国共产党。1980年1月起，刘德在北京市公安局工作，后历任北京市公安局法制办公室干部、副科长、科长、副主任；北京市公安局党委副书记、副局长，北京市公安局党委书记等职位，并在中华人民共和国建国50周年庆祝活动中负责维护治安，表现突出，荣立个人一等功。2003年5月，任中华人民共和国公安部党委委员、部长助理。2005年，任中华人民共和国公安部党委委员、副部长，分管“国内安全保卫、警卫、装备财务、警务保障等工作”，具体组织了包括中非合作论坛领导人峰会、上海合作组织峰会、北京奥运会、亚欧首脑峰会和历年全国“两会”的安全保卫工作。
2010年8月14日，刘德病逝；后中共中央召开遗体告别仪式，骨灰葬于八宝山革命公墓。

## 家庭
- 夫人：仇鸿，江苏海门人，1992年从北京外国语学院调入对外贸易经济合作部后，先后任职于国务院办公厅、商务部，曾任吴仪的秘书，2013年出任澳门中联办副主任，现任香港中联办副主任。